# Dundrennan Abbey

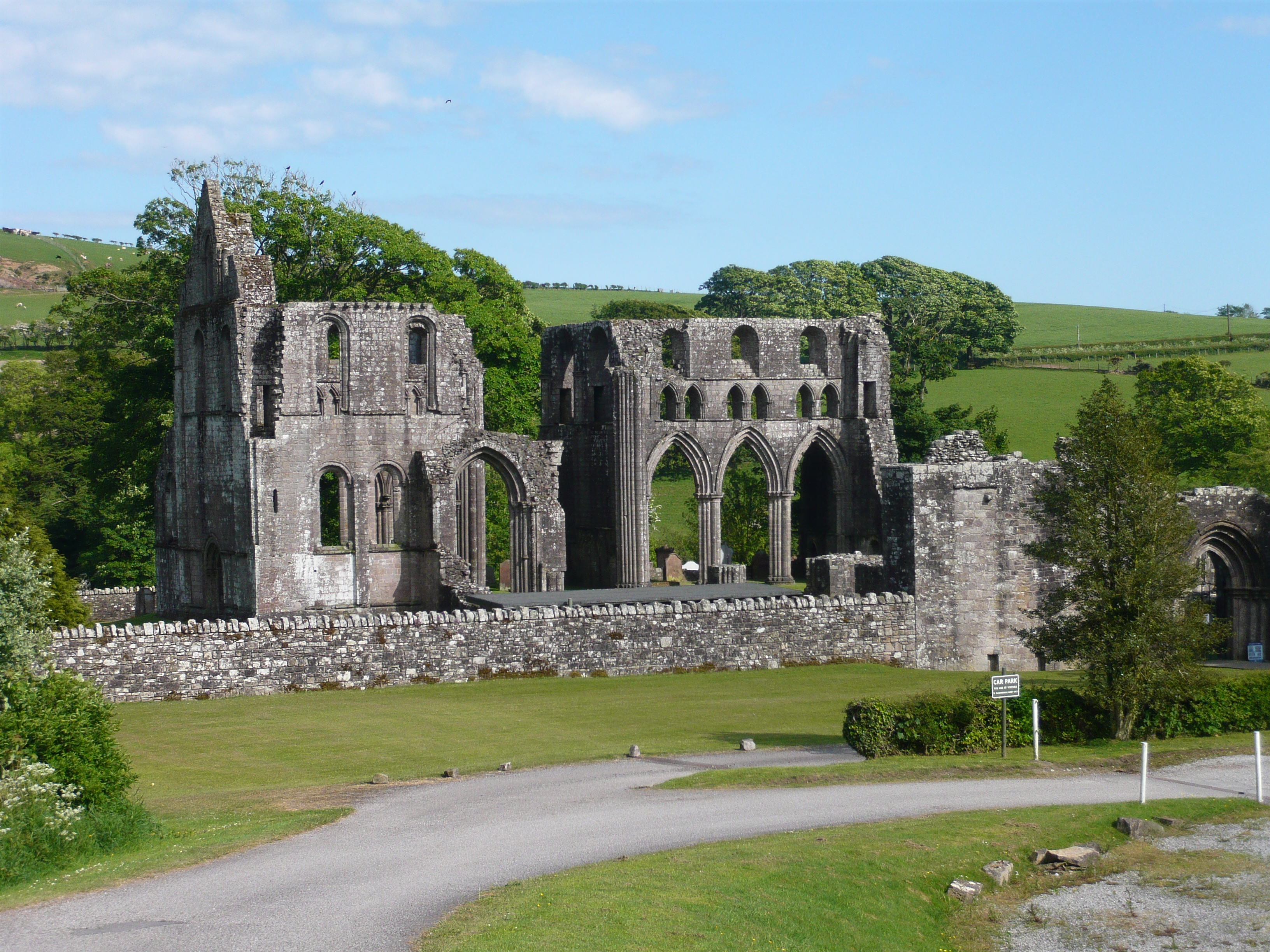
Dundrennan Abbey, gezien vanaf de weg

Dundrennan Abbey is een 12e-eeuwse cisterciënzer abdij, gelegen in de regio Dumfries and Galloway, Schotland, 10 km ten zuidoosten van Kirkcudbright aan de A711.

## Geschiedenis
De abdij is vermoedelijk gesticht door koning David I in 1142, al zou de abdij ook gesticht kunnen zijn door een goede vriend van de koning, namelijk Fergus, Lord of Galloway.
Het moederhuis was de abdij van Rievaulx (Yorkshire). De eerste abt was Sylvanus, totdat deze in 1167 tot abt werd gekozen voor de abdij in Rievaulx. Hij werd uiteindelijk begraven in Byland Abbey in Yorkshire.
De abdij fungeerde als moederhuis voor Glenluce Abbey, gesticht in 1191, en Sweetheart Abbey, gesticht in 1273.
In de vroege veertiende eeuw had Dundrennan Abbey veel last van de oorlogen tussen de Schotten en de Engelsen. Ondanks een verbond dat de orde had gesloten met Eduard I van Engeland in 1296, werd de abdij verscheidene keren beschadigd en verbrand.
In 1523 werd de laatste abt, James Hay, bisschop van Ross. Een leek werd aangesteld als administrateur van de abdijgebouwen. In 1529 stonden delen van de abdij al op instorten. In 1562 werd Edward Maxwell of Terregles benoemd als administrateur. Ten gevolge van de reformatie in 1560 kreeg hij op een gegeven moment het bevel de abdij te vernietigen; hij weigerde.

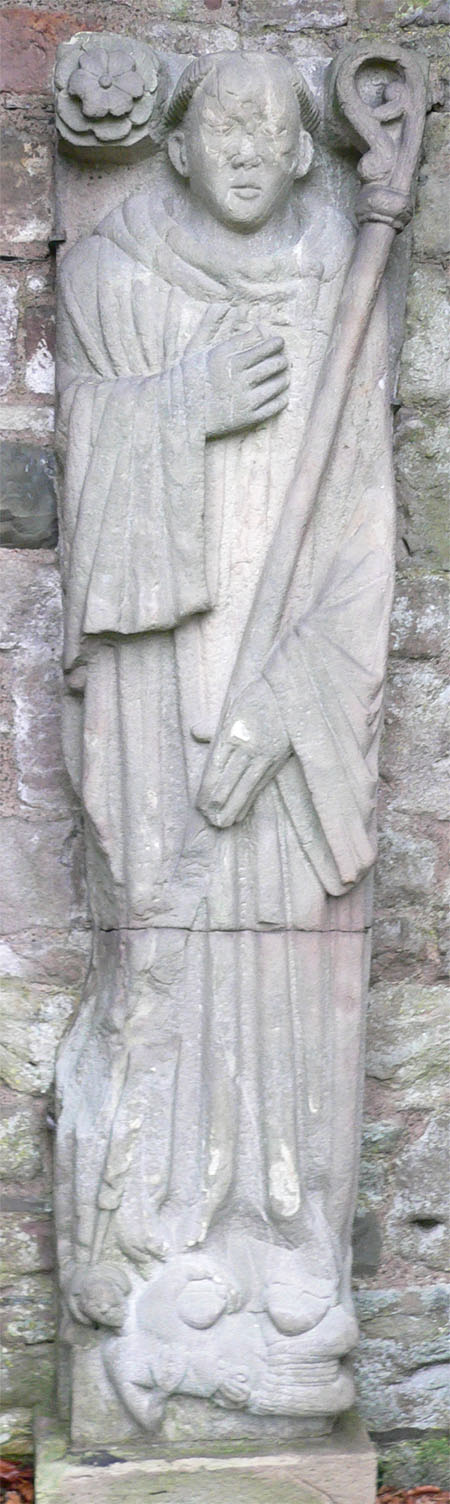
Dundrennan Abbey, een vermoorde abt

Maria I van Schotland bracht op 15 mei 1568 haar laatste nacht in Schotland door in Dundrennan Abbey, toen zij, ontsnapt uit Lochleven Castle waar zij afstand had gedaan van de Schotse troon ten gunste van haar minderjarige zoon, op weg was via Solway Firth naar Engeland.
In 1599 werd na de dood van Edward Maxwell John Murray administrateur. Zeven jaar later maakte het parlement van de abdij een tijdelijk lordship dat aan John Murray werd toegekend. Hij werd later graaf van Annandale.
Sinds de reformatie nam het kloosterleven af, maar de kerk werd nog als parochiekerk gebruikt tot de zeventiende eeuw. Daarna werd de abdij als steengroeve gebruikt door de lokale bevolking.

## Bouw
De abdij is gebouwd in een periode waarin de stijl van romaans overging naar gotisch.
Van de kerk staan de transepten met elk drie kapellen nog grotendeels overeind. De toren is er niet meer, maar is vermoedelijk 65 meter hoog geweest. Verder is de ingang van het kapittelhuis redelijk bewaard gebleven. De refter en keuken zijn nog niet opgegraven.
Binnen links naast de ingang van de kerk bevindt zich een grafsteen van een onbekende abt die duidt op moord en intrige: de abt heeft een dolk in zijn hart en het lichaam van de moordenaar ligt met opengereten buik aan zijn voeten.

## Beheer
Dundrennan Abbey wordt beheerd door Historic Scotland.